# Hippolyte Flandrin
Jean Hippolyte Flandrin (23. března 1809, Lyon – 21. března 1864, Řím) byl francouzský malíř, bratr malíře Paula Jeana Flandrina.

## Životopis
Hippolyte Flandrin se narodil r. 1809 v Lyonu. Od dětství měl zálibu v umění a chtěl se stát malířem, nicméně jeho rodiče si přáli, aby se jejich syn stal obchodníkem. Navíc mladý Hippolyte nemá příliš velké umělecké znalosti, a proto maluje za peníze miniatury. Jeho tři bratři mají také umělecké sklony a jeho bratr Jean-Paul se též stal později proslulým umělcem, malujícím kostelní dekorativní fresky.
Hyppolite a jeho bratr Jean strávili nějaký čas v Lyonu, ale r. 1829 odešli do Paříže, kde studovali nejdříve pod vedením Louise Hersenta a později Jeana Augusta Dominiqua Ingresa, který měl na oba veliký vliv a stal se Hippolytovým celoživotním přítelem. Nejprve byl Hippolyte velmi chudý, ale v r. 1832 vyhrál Prix de Rome za obraz Théseus u svého otce.Tento moment byl pro mladého Hyppolita velice významný, konečně se vymanil ze své dřívější chudoby.
V Itálii strávil pět let, a zatímco zde studoval Raffaela a řeckou i římskou antiku, ve Francii začíná být jeho umění velmi populární. V r. 1838 se vrátil do Paříže a provedl v různých kostelích malířské výzdoby s regiliózní tematikou. Vedle toho se stal též velmi populárním autorem portrétů, ale dnes jsou známy především jeho fresky.

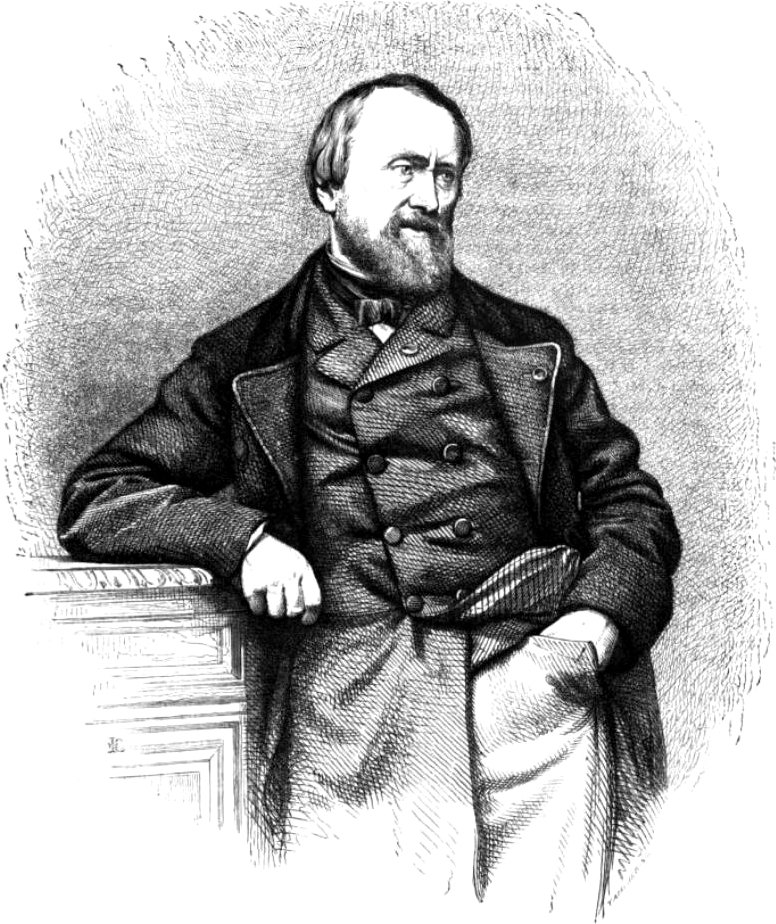
Hippolyte Flandrin

- Ve svatyni St. Germain des Prés v Paříži
- V kostele Sv.Pavla v Nîmes
- St.Vincent de Paul v Paříži
- V kostele St.Martin ďAinay v Lyonu

V r.1853 byl Flandrin zvolen do Institutu. V r. 1863 se mu však silně zhoršilo zdraví a 21. března 1864 zemřel v Římě, kam se odjel léčit.

## Srovnání
Srovnání kompozic u různých autorů v různých dobách. Podobné kompozice vytvářeli Wilhelm von Gloeden, Fred Holland Day, Hippolyte Flandrin, Wilhelm von Plüschow, Gaetano D'Agata, Tony Patrioli nebo Robert Mapplethorpe.

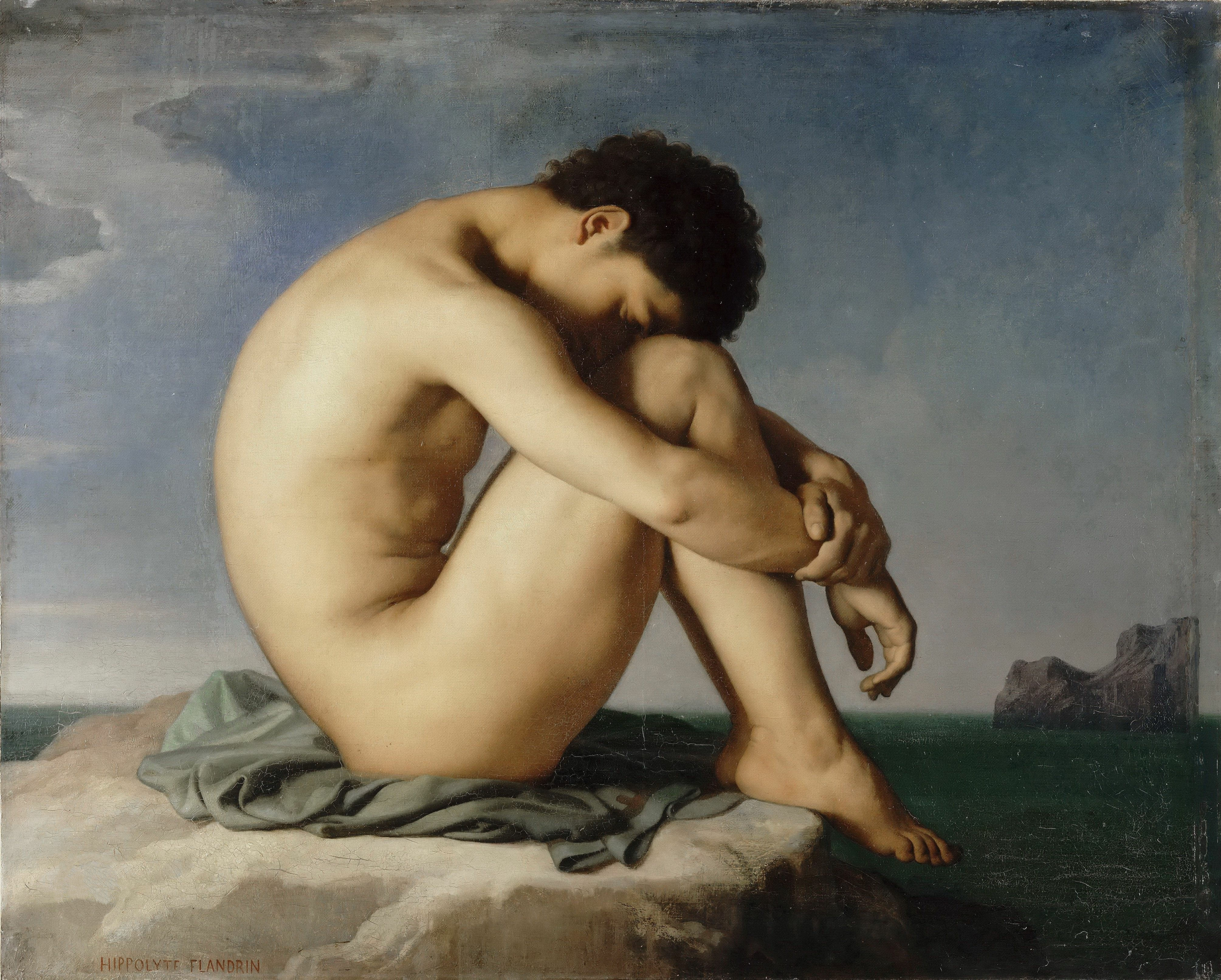
Hippolyte Flandrin: Mladík u moře, olej na plátně, 1855, Musée du Louvre, Paříž
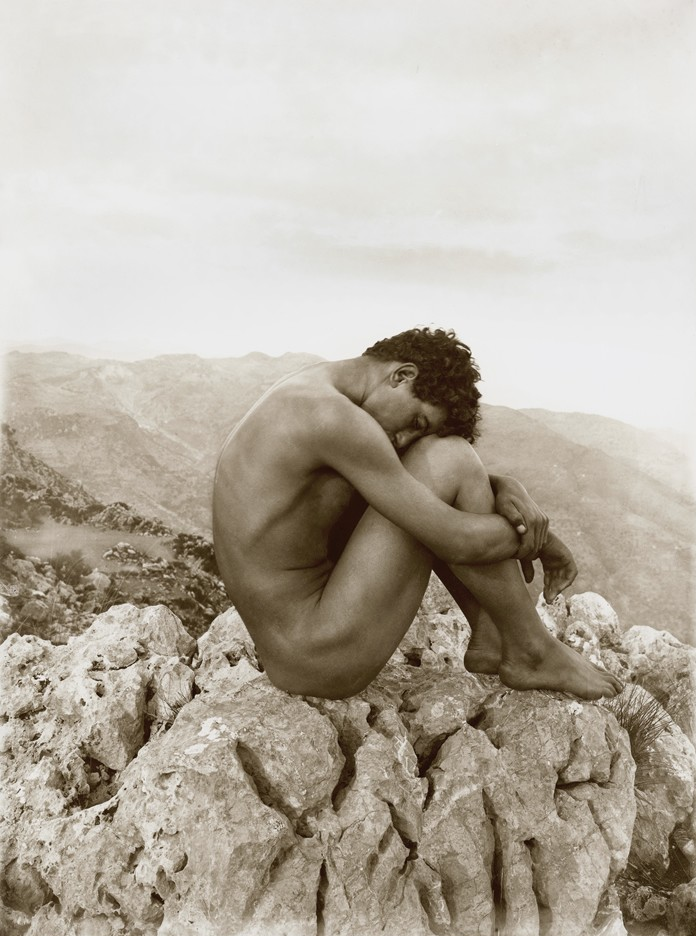
Wilhelm von Gloeden (1856-1931): Kain, asi 1902
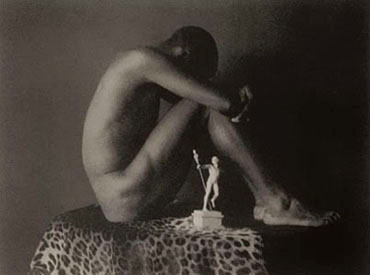
Fred Holland Day (1864-1933), Ebony and ivory
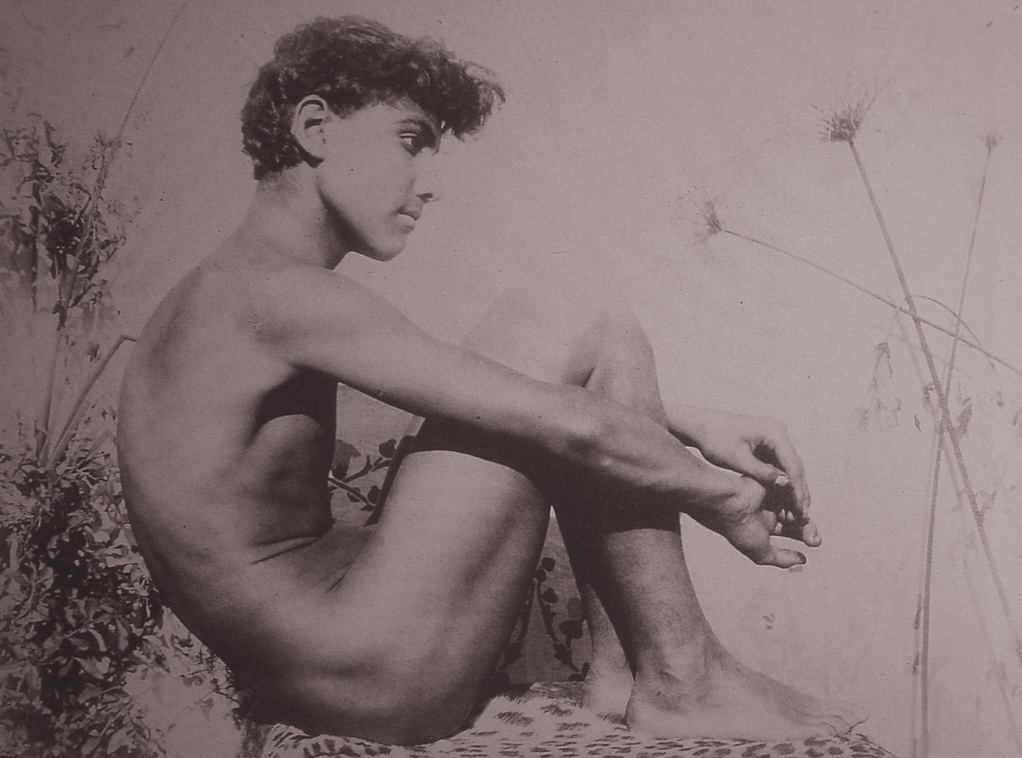
Wilhelm von Plüschow: Mužský akt, Řím, asi 1900